# Piratman
Piratman è un comune dell'Azerbaigian situato nel distretto di Salyan. Conta una popolazione di 926 abitanti.